# آکادمی شاعران آمریکا
آکادمی شاعران آمریکایی یک سازمان ملی است که با پشتیبانی اعضاء اداره می‌شود و هدف آن ترویج و ترقی شاعران و هنر شعر است. این سازمان غیرانتفاعی در ایالت نیویورک در سال ۱۹۳۴ شروع به کار کرد. این سازمان قرائت شعر را از طریق فعالیت‌های وسیعی تغذیه می‌کند. نمونهٔ این فعالیت‌ها، ماه ملی شعر با وبگاه Poets.org، مجموعه‌های همزمان "هر روز یک شعر"، مجلهٔ شاعران آمریکایی , خوانش‌ها و حوادث، و منابع شعر برای مربیان K-12 است. علاوه بر این، اسپانسر مجموعه‌ای از هفت جایزه عمدهٔ شعر است که از بین آن‌ها می‌توان به کمک هزینه‌ای اشاره کرد که در سال ۱۹۴۶ به منظور حمایت شعر و شاعر با نام "پیشرفت برجسته" ایجاد شد و همچنین اعطای بیش از ۲۰۰ جایزه به دانشجویان شاعر در همین راستا است.
در سال ۱۹۸۴ رابرت پن وارن اینطور اظهار کرد:
"ویتمن در خطاب به گوش‌های کم و بیش بی توجه دانش آموختگان آمریکایی گفته است برای داشتن شاعران بزرگ باید مخاطبینی بزرگ داشت". اگر ممنوعیتی در کار نباشد، آکادمی با امید به اصلاح این وضعیت پدید آمده است." در سال ۱۹۹۸، دینیتیا اسمیت آکادمی شاعران آمریکایی را به عنوان "یک هیئت ارجمند در مرکز نمادین بنیان شعر آمریکا توصیف نمود." در سال ۲۰۱۳، کارولین فرشه از آکادمی شاعران آمریکایی تحت عنوان "مهم‌ترین سازمان در کشور و فرهنگ ما که شعر را زنده نگه می‌دارد." یاد کرد.

## تاریخچه
آکادمی شاعران آمریکادر سال ۱۹۳۴ در شهر نیویورک توسط ماری بولاک ۲۳ ساله ایجاد شد و مأموریت آن «حمایت از شاعران آمریکا در تمام مراحل حرفهٔ خود در جهت ارتقای قدردانی از شعر معاصر» است. در سال ۱۹۳۶ آکادمی شاعران آمریکا رسماً به عنوان یک سازمان غیرانتفاعی به ثبت رسید. ماری بولاک برای نیم قرن آتی رئیس آکادمی شاعران آمریکا بود و سی سال از آن مدت، سازمان را خارج از آپارتمان خود اداره کرد. در سال ۱۹۸۲، ماری بولاک جایزه افتخاری هنر و فرهنگ شهرداری را دریافت کرد. او همچنین موفق به دریافت مدال طلای مؤسسه ملی علوم اجتماعی شد که بخاطر خدمات برجسته به هنر از سوی مؤسسه ملی هنر و کتابت اعطا می‌شود.
از آن همان روزهای آغازین، آکادمی شاعران آمریکا با هدایت افتخاری هیئت مدیره متشکل ازشاعران سرشناس و برندهٔ جوایز به کار ادامه داد، شاعرانی که به عنوان مشاور به سازمان خدمت کرده و عهده‌دار قضاوت در مورد اعطای بزرگترین جوایز به دیگر شاعران بودند. روسای پیشین شامل دابلیو. اچ. آدن، الیزابت بیشاپ، لوسیلی کلیفتون، رابرت کریلی، ماریان مور و مارک استرند بودند. زنان هم مانند مردان جزء شاعران مؤسس آکادمی بودند؛ به عنوان مثال، فلورانس همیلتون.